# Могутні Рейнджери: Дикий світ
Могутні Рейнджери: Дикий світ (англ. Power Rangers Wild Force) — дитячий телесеріал, десятий сезон «Могутніх рейнджерів». Це також ювілейний сезон франшизи «Могутні рейнджери», заснованої на 25-й серії Super Sentai Hyakujuu Sentai Gaoranger, яка сама по собі була 25-річчям Super Sentai.
Могутні Рейнджери: Дикий світ — останній сезон, створений Хаїмом Сабаном, і перший сезон Disney.
Серіал також є останньою озвучкою Дейва Меллоу над франшизою перед його смертю в 2025 році.

## Сюжет
Тисячоліттями тому група воїнів із загубленого світу Анімарії боролася, щоб перемогти расу монстрів під назвою Орги. У 21-му столітті орги відроджуються із збільшеною силою через забруднення людства. Щоб зупинити їх, принцеса Шейла із залишків Анімарії, плавучого острова Анімаріум, набирає п'ятьох людей, щоб вони стали Могутніми Рейнджерами та об'єднали сили з Дикими Зордами, щоб знову зупинити оргів.

## Актори та персонажі
Дикі рейнджери
- Рікардо Медіна-молодший у ролі Коула Еванса, Рейнджера Червоного Лева.[3][4]
- Елісон Кіперман — Тейлор Ерхардт, Рейнджер Жовтого Орла.
- Філліп Джинмарі в ролі Макса Купера, Рейнджера Блакитної Акули.
- Джек Гузман у ролі Денні Дельгадо, Рейнджера Чорного Бізона.
- Джессіка Рей — Алісса Енріле, Рейнджер Білий Тигр.
- Філіп Ендрю — Меррік Балітон, Місячний Вовк.

Допоміжні персонажі
- Енн Марі Крауч — принцеса Шейла
- Чарльз Гідеон Девіс як голос Анімуса
- Джей Ді Холл — Віллі

Негідники
- Ілля Волох — Стародавній/Оригінальний і Реінкарнований Майстер Організації/Доктор Віктор Адлер
- Сін Вонг — Toxica
- Річард Кансіно — голос Джиндракса (оригінал)
- Денні Вейн — голос Джиндракса (пізніший)
- Майкл Соріч — голос Ретінакса
- Кен Меркс — голос Найзора
- Езра Вайс і Барбара Гудсон — голоси Манділока
- Ден Ворен як голос Дзен-Аку (оригінал) & Onikage
- Лекс Ленг як голос Дзен-Аку (пізніший)

Запрошені зірки
- Рейнджери часу
  - Джейсон Фаунт у ролі Веслі «Вес» Коллінза, Червоного Рейнджера Часу.
  - Ерін Кехілл у ролі Дженніфер «Джен» Скоттс, Рожевого Рейнджера Часу.
  - Кевін Кляйнберг у ролі Тріпа, Зеленого Рейнджера Часу.
  - Дебора Естель Філіпс у ролі Кеті Вокер, Жовтого Рейнджера Часу.
  - Майкл Копон — Лукас Кендалл, Блакитний Рейнджер Часу.
  - Деніел Саутворт у ролі Еріка Маєрса, Квантового Рейнджера.
- Вічні Червоні Рейнджери
  - Остін Сент-Джон у ролі Джейсона Лі Скотта, оригінального Червоного рейнджера, а раніше другого Золотого Рейнджера Зео.
  - Крістофер Гленн — Ауріко, Червоний Аквітійський рейнджер.
  - Джейсон Девід Френк у ролі Томмі Олівера, V Червоний Рейнджер Зео, а раніше Зелений Рейнджер, Білий Рейнджер і перший Червоний Турбо Рейнджер.[5][6]
  - Селвін Ворд у ролі Ті Джея Джонсона, другого Червоного Турбо Рейнджера, а раніше Блакитного Космічного Рейнджера.
  - Крістофер Гейман Лі — Андрос, Червоний Космічний Рейнджер.
  - Денні Славін — Лео Корбетт, Червоний Галактичний Рейнджер.
  - Шон Кв. Джонсон у ролі Картера Грейсона, Червоного Рейнджера Світла.
- Річард Стівен Горвіц — голос Альфи 7
- Бріан Сіддал — голос Circuit
- Вернон Веллс в ролі Рансіка
- Кейт Шелдон — Надіра
- Арчі Као — голос генерала Венджікса
- Волтер Емануель Джонс — голос Геррока
- Кетрін Сазерленд — голос Тезли
- Скотт Пейдж-Пагтер — голос Стілона
- Девід Волш — голос Автомона
- Девід Лодж — голос Takach & Kired
- Кім Штраус — голос Рофанга